# دوري آزادغان 2012–13
دوري آزادغان 2012–13 هو موسم من دوري آزادغان. فاز فيه غسترش واستقلال خوزستان بالدوري وتأهل الفريقان إلى دوري المحترفين الإيراني 2013-14 حيث تم إلغاء صعود نادي شهرداري تبريز متصدر مجموعته لإتهامه بالتلاعب بنتائج مباريات وتم هبوطه إلى الدوري الإيراني الدرجة الثانية 2013–14 وصعد بدل منه وصيف المجموعة نادي استقلال خوزستان